# Ahtanum (hop)
Athanum is een hopvariëteit, gebruikt voor het brouwen van bier.
Deze hopvariëteit is een “aromahop”, bij het bierbrouwen voornamelijk gebruikt vanwege zijn aromatische eigenschappen. De soort is gecultiveerd door Yakima Chief Ranches en genoemd naar de streek rond Yakima waar in 1869 de eerste hopboerderij gevestigd werd door Charles Carpentier.

## Kenmerken
- Alfazuur: 5,7 – 6,3%
- Bètazuur: 5 – 6%
- Eigenschappen: aromatisch met matige bitterheid